# Nightstar (cómic)
Nightstar (en español: Estrella Nocturna) (Mar'i Grayson) es una personaje ficticia de DC Comics, la hija de Starfire y Dick Grayson/Nightwing en un universo alternativo. Ella es miembro del equipo Outsiders de Batman.

## Biografía ficticia

### Kingdom Come
Nightstar aparece por primera vez en Kingdom Come #1 (mayo de 1996) cuando se la ve en una batalla callejera. La madre de Nightstar, Starfire Koriand'r, murió de una enfermedad circulatoria. La mayoría de los supervillanos del mundo han sido eliminados, por lo que la nueva generación de héroes "lucha simplemente por luchar, sus únicos enemigos entre sí". Nightstar y otros causan destrucción en el vecindario, dejando a inocentes atrapados en el fuego cruzado. Solo se detienen para enterarse de un gran desastre en el estado de Kansas en el que una batalla similar ha provocado la muerte de un millón de personas.
Superman, que ha estado en un exilio autoimpuesto, regresa para reformar la Liga de la Justicia y restablecer el orden. Entre sus reclutas se encuentra el padre de Nightstar, Dick Grayson, quien adopta la identidad de Red Robin. Nightstar es al principio muy desdeñoso con este movimiento.
Luego se la ve conversando con Avia, hija del Sr. Milagro y Big Barda en un bar subterráneo. Superman aparece y hace un poderoso discurso de reclutamiento para la Liga de la Justicia. Nightstar está impresionada pero, a diferencia de Avia, no se enamora de Superman. En cambio, se une a Batman, quien, a través de Dick Grayson, es su abuelo adoptivo, al igual que muchos otros miembros de la Liga, incluidas las hijas de Speedy, Aqualad y Flash, y el hijo de Donna Troy.
Batman, que ya no usa la tapadera de su alter ego Bruce Wayne, ha formado una alianza con el Frente de Liberación de la Humanidad de Lex Luthor para contrarrestar lo que ven como el poder autoritario de la Liga de la Justicia. Durante una reunión entre sus grupos, Nightstar se encuentra con Ibn Al Xu'ffasch, el hijo de Batman y el heredero del enemigo del Caballero Oscuro, Ra's al Ghul. En el momento en que se encuentran, Nightstar e Ibn tienen una atracción no disimulada el uno por el otro.
Sin embargo, la agenda real de Batman es exponer a Luthor y sus planes para causar más caos en el mundo. Justo cuando Luthor está a punto de desatar este caos, Batman y sus seguidores lo dominan a él y a sus asociados, con la notable excepción de Ibn, a quien luego se lo ve del brazo de Nightstar.
La Liga ha construido una prisión especial para contener a los superhumanos rebeldes, pero la prisión se rompe y se produce una batalla total entre los prisioneros y los miembros de la Liga. Los forasteros de Batman se unen a la pelea, durante la cual Red Robin (Richard Grayson) resulta gravemente herido por un enemigo llamado 666. Nightstar, que ha estado luchando contra Green Lantern, jadea horrorizada cuando esto sucede, grita de dolor mientras acuna el rostro ensangrentado de su padre y luego lo lleva volando a un lugar seguro.
La Mansión Wayne se convierte más tarde en un hospital donde se trata a las víctimas de la batalla. Nightstar supervisa una reconciliación entre su padre y su abuelo.
Justice Society of America (vol. 3) # 22 (2009) revela que en algún momento se casaría con Ibn Al Xu'ffasch y tendría una hija y un hijo.

### The Kingdom
En The Kingdom, la miniserie que sirve como secuela de Kingdom Come, se revela que su nombre es Mar'i. Mary es el nombre de su abuela paterna, Mary Loyd Grayson. También se muestra como una líder de su generación, una Titán activa a la que otros buscan inspiración y solución, un papel que una vez desempeñó su padre Richard Grayson.
Durante la serie y los eventos relacionados, Nightstar se convierte en parte de un pequeño superequipo que investiga las perturbaciones de la realidad en Planeta Krypton, un restaurante propiedad de Booster Gold. Esto conduce a una batalla con Gog y al eventual descubrimiento de Hipertiempo.
En The Kingdom: Nightstar, se revela que tiene interés en la botánica, miedo a la muerte y trabaja con la seguridad en la estación espacial The Green de Green Lantern Alan Scott.

## Poderes y habilidades
Al igual que su madre, Nightstar es capaz de realizar vuelos atmosféricos, tiene superfuerza, supervelocidad, resistencia y puede absorber la energía estelar para proyectarla en poderosas ráfagas. Sus ojos son verdes y sin pupilas. Al ser hija de un humano y una extraterrestre, es una híbrida.

## Relaciones con otros héroes
Los amigos incluyen a Olivia Queen (Black Canary III, hija de Dinah Lance y Oliver Queen), Avia (hija de Sr. Milagro y Big Barda) y Manotaur.

## En otros medios
En el episodio de la temporada 3 de Titanes, "Prodigal", Dick tiene una visión en la que ve a una niña pequeña que se parece a la versión del programa de Starfire. La niña lo llama "papi" y le entrega un globo. Interpretada por Lillian Monize, la niña solo se acredita como "La niña de Dick".